# Апсорпциони паренхим
Апсорпциони паренхим је ткиво које врши упијање воде и минералних материја, односно раствора органских материја и имају периферни положај на органима биљке. Ћелије су са танким зидовима, богате цитоплазмом  и са релативно крупним једрима, а често су издужене и на тај начин им је повећана површина за апсорпцију. Луче извесне материје (угљену киселину,  ферменте) које повећавају растворљивост материја које ће се апсорбовати.

## Ризодермис
Ризодермис (епиблем) служи за апсорпцију воде и растворених соли из земљишта. Налази се на површини одређених зона корена. Састоји се од једног слоја ћелија. По свом положају би одговарао епидермису стабла, па се због тога понекад назива и епидермисом корена, па се чак и убраја у кожна ткива.
Док епидермис затвара биљку према спољној средини, ризодермис максимално повећава могућност уласка воде и соли из спољашње средине у биљку. Ћелије ризодерма су са врло танким зидовима, који су на површини обично гелифицирани тако да се лепе за честице земљишта. Врло често су ћелије ризодерма продужене у коренове длаке, чиме се јако повећава апсорпциона површина корена. Поред тога, коренове длаке својим прилепљавањем за честице подлоге причвршћују коренове, па преко њих и читаве биљке за супстрат. Дужина им износи од 0,15 до 8 mm, а дебљина од 12 до 16 µm. Број коренских длака по 1 mm² је различит. Средња вредност, нпр. За кукуруз је 425, јабуку 320, а грашак 230 длака. Колико оне могу повећати апсорпциону површину види се по томе што само једна биљка ражи може имати око 14 милијарди коренских длака.
Слична ткива код извесних биљака постоје и на другим органима, на јако измењеним изданцима или на кореноликим листовима. У  неких тропских биљака (епифите) које се развијају на гранама па и листовима других биљака постоје посебна ткива која апсорбују атмосферску влагу у течном и гасовитом стању.

## Aпсорпција органских материја
Клице семенарки у првим степенима свога развоја апсорбују, често путем посебних ткива, органске материје из ткива за резервисање у семену. То исто чине паразитске цветнице из тела биљке домаћина. Исто тако, врше апсорпцију органских материја и биљке које се хране животињама. Код клица трава постоји посебан део – штитић (scutellum) помоћу кога клица врши апсорпцију органских материја из хранљивог ткива (ендосперма). Његово ткиво је израђено од ћелија танких зидова богатих цитоплазмом са крупним једром. Ћелије штитића су издужене и управо постављене на површину ендосперма. За време клијања штитић се шири па се ћелије размичу и настају интерцелулари. Ћелије луче ферменте који разлажу материје ендосперма, које после тога упијају. Слично је у паразитске вилине косице. Она има посебне ћелијске израштаје који продиру у биљку домаћина. Нарочито је интересантна тропска биљка Rafflesia, чије је скоро читаво тело од оваквих ткива и увлачи се у биљку од које добија хранљиве материје.